# مانفرد
مانفرد نام یک نمایشنامهٔ منظوم است که توسط لرد بایرون، نویسندهٔ اهل انگلستان نوشته شده‌است. مانفرد یک نمایشنامهٔ منظوم خوانشی است، یعنی هدف از نگارش آن بیشتر خوانده شدن بود نه اجرا بر روی صحنه. مانفرد، شخصیت اصلی این نمایشنامه، در کشمکش با وجدان و نیروهای اهریمنیست و یادآور شخصیت فاوست در افسانه‌های آلمانیست. این اثر را حسین قدسی به فارسی برگردانده و در سال ۱۳۹۶ توسط نشر نی منتشر شده‌است.

## خلاصهٔ داستان
مانفرد جوانی مغرور است که از کشتن محبوبش سخت پشیمان شده‌است و از اهریمن می‌خواهد که به او قدرتی عطا کند که روح معشوق مقتولش را ببیند اما آستارته الهه باروری به او خبر می‌دهد که روز بعد خواهد مرد. وقتی فرشته مرگ می‌آید که او را با خود ببرد او از رفتن سر باز می‌زند و چون گناهش به کفاره رنج‌های معنویش بخشوده شده، فرشته مرگ او را رها می‌کند.